# Villatoquite
Villatoquite es una localidad del municipio de Valle del Retortillo, en la comarca natural de Tierra de Campos a su paso por la Provincia de Palencia, en la comunidad autónoma de Castilla y León, España. Está situado a 30 kilómetros al noroeste de la capital palentina. Se comunican por la carretera autonómica CL-613 hasta Villalumbroso, y desde allí por la P-962, hasta el propio pueblo. El Ayuntamiento está formado por cinco localidades (Abastas, Abastillas, Añoza,  Villalumbroso y Villatoquite) denominándose Ayuntamiento del Valle del Retortillo, teniendo su sede en Villalumbroso.

## Toponimia
La etimología de Villatoquite puede provenir de "Villa de Dulkitus (Dolquite)", patronímico, tal vez, de origen visigodo. Repoblada hacia el siglo XIII, fue zona fronteriza entre los antiguos reinos de León y Castilla.

## Clima
El clima de la zona es continental, con inviernos largos y fríos y veranos cortos y calurosos; las primaveras y otoños son frescos y húmedos.

## Historia
Alonso Berruguete, escultor palentino renacentista nacido en Paredes de Nava lo tuvo como señorío entre 1541 y 1557.
A la caída del Antiguo Régimen la localidad se constituye en municipio constitucional y que en el censo de 1842 contaba con 44 hogares y 229 vecinos. A finales del siglo XX se crea el nuevo municipio de Valle de Retortillo pasando a integrarse, contaba entonces con 40 hogares y 114 vecinos. Zona eminentemente agrícola y ganadera, su máximo apogeo poblacional lo tuvo en la primera mitad del siglo XX, ya en los años posteriores, se produjo una emigración, tanto masculina como femenina a otras capitales de la Comunidad, eminentemente Palencia y Valladolid, y a otras comunidades (País Vasco, Cataluña, Madrid). En censo realizado en el año 2004 se contabilizaron 46 habitantes (24 hombres y 22 mujeres).

## Geografía humana

### Demografía
| Gráfica de evolución demográfica de Villatoquite entre 1842 y 1970 |
| |
| Población de derecho según los censos de población del INE Población de hecho según los censos de población del INEEntre el censo de 1981 y el anterior, este municipio desaparece porque se agrupa en el municipio 34902 (Valle del Retortillo) |

Evolución de la población en el siglo XXI
| Gráfica de evolución demográfica de Villatoquite entre 2000 y 2020 |
|                                                                    |
| Población de derecho (2000-2020) según el padrón municipal del INE |

### Economía

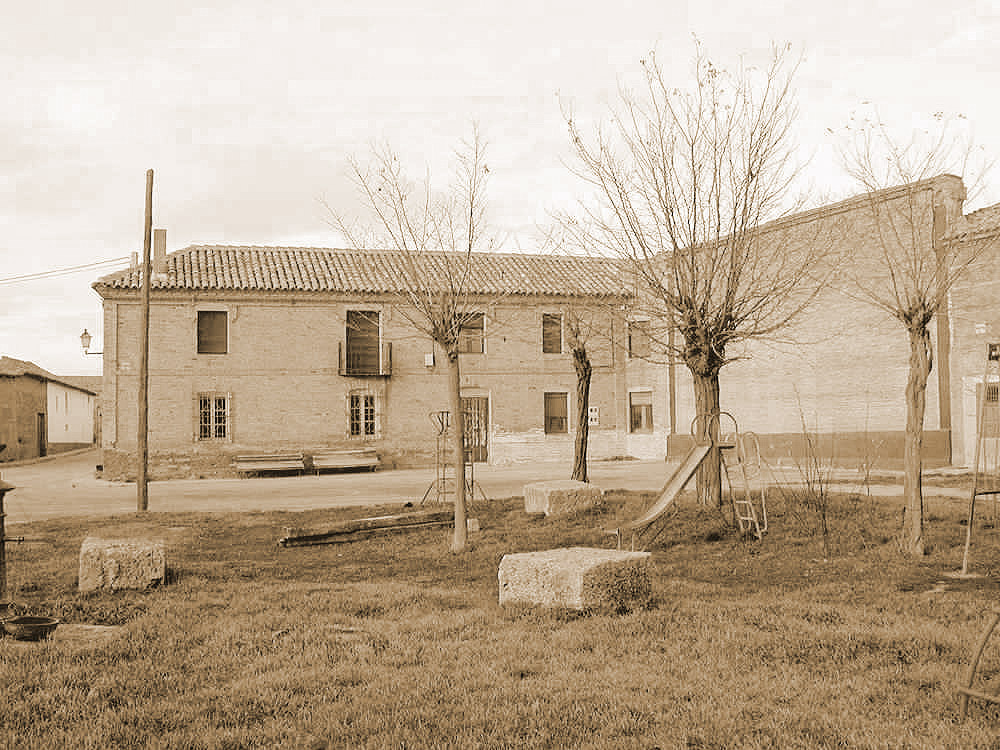
Corro de la Villa, plaza principal de Villatoquite

Durante siglos y aún hoy, su economía se basa en la explotación agrícola y ganadera. Las producciones obtenidas son cereales, (trigo, cebada y avena principalmente). El ganado ovino, principalmente de leche, siendo la raza churra un referente en esta comarca, aunque su baja productividad, con relación a otras razas más selectas, la están haciendo desaparecer.

## Patrimonio

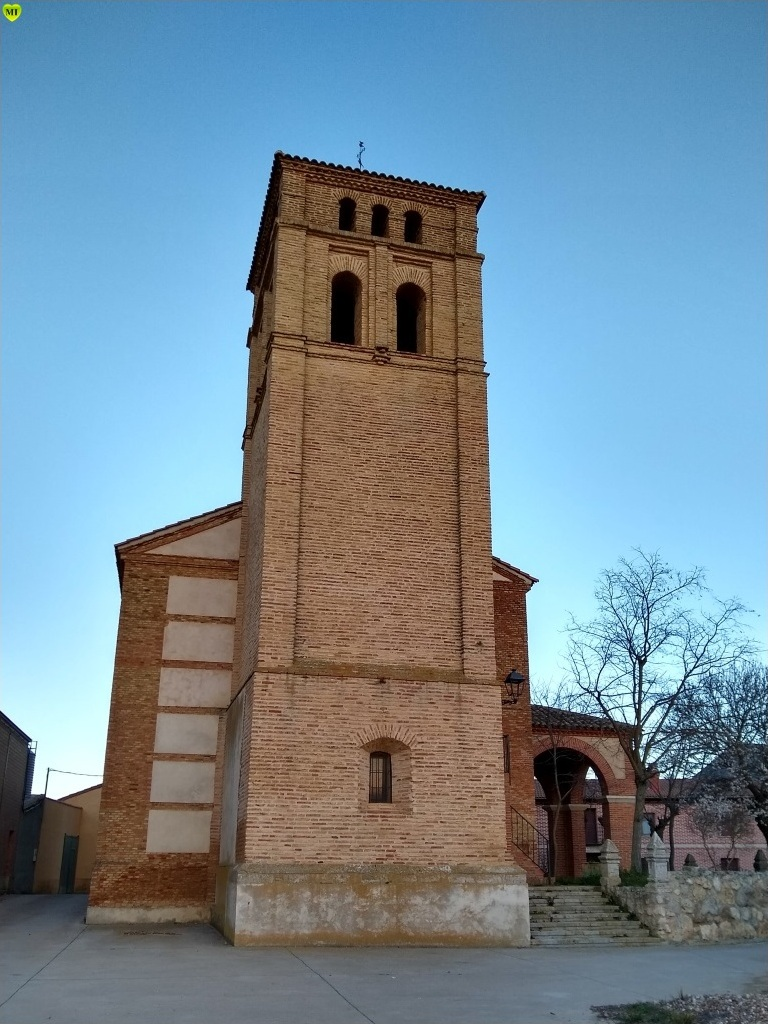
Torre de la iglesia del Salvador

- Torre de la iglesia del SalvadorIglesia de San Salvador, de finales del siglo XVI. Un incendio en el siglo pasado, provocó la pérdida de gran parte del edificio. De esa fecha sólo se conserva la torre campanario a los pies del templo, realizado en ladrillo. De cabecera plana, tiene una sola nave, coro en los pies del transepto en el piso superior y baptisterio en una pequeña capilla bajo la torre, que se encuentra a los pies de la iglesia. Retablo muy simple, con una anunciación. Se ha restaurado durante 2008.

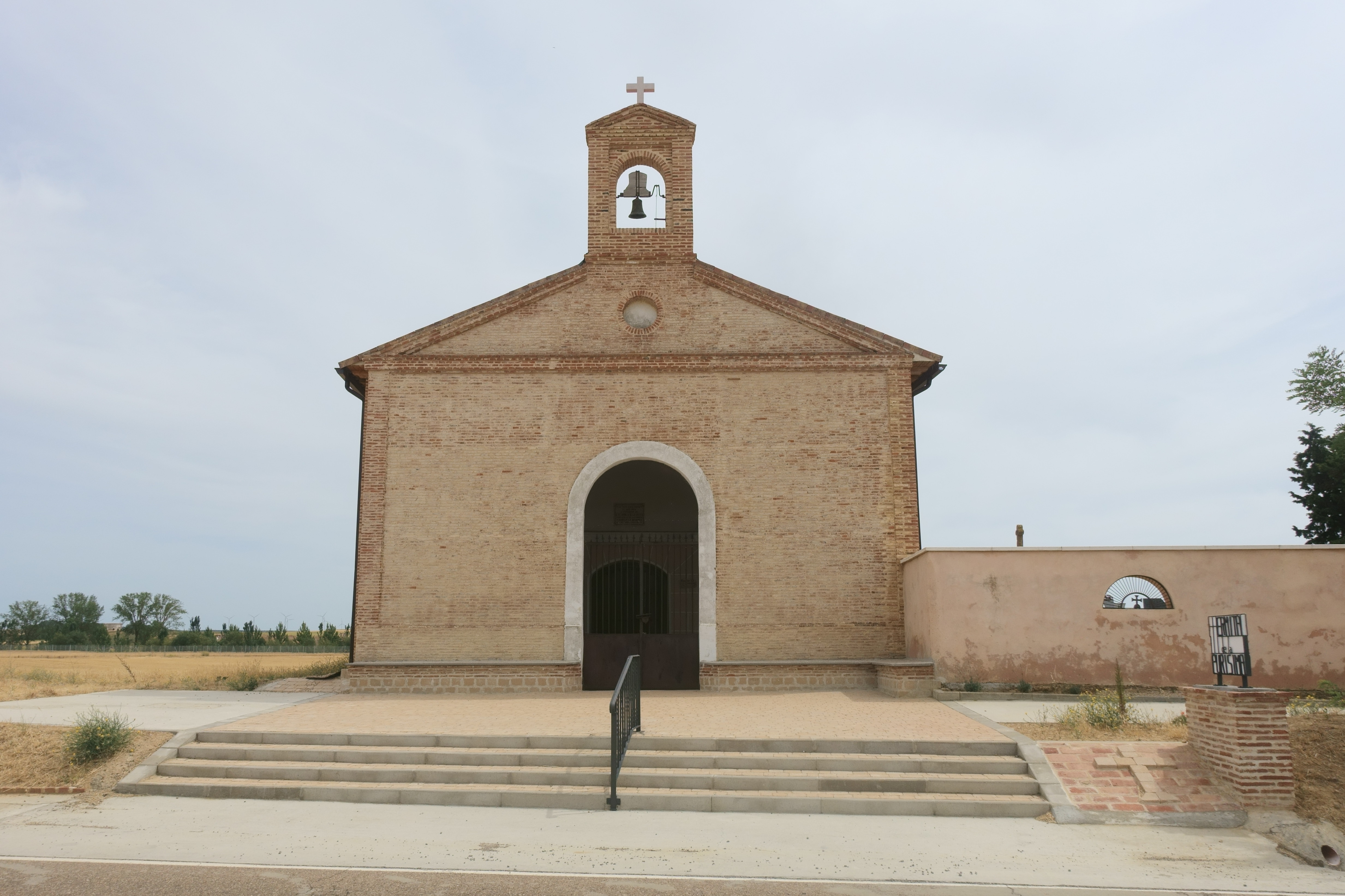
Ermita de la Purísima

- Ermita consagrada a la Inmaculada Concepción: a 500 metros al sur de la localidad, forma parte del cementerio. Restaurada en 1904, siendo de tapial, está forrada de ladrillo. Su altar es de estilo neobarroco sobredorado.

- Frontón: construido en ladrillo macizo, está situado en la plaza del antiguo Ayuntamiento, denominada Corro de la Villa.

- Bodegas: las Bodegas subterráneas son los lugares más populares de la zona. Hay dos agrupaciones diferenciadas: Una al margen del Río Retortillo, y la otra a la entrada del pueblo, junto a las eras. Muy pocas conservan hoy su apariencia externa original (en la mayoría se han transformado sus portadas por merenderos o se han recubierto de ladrillos y cemento). En su interior estas bodegas suelen disponer de un lagar para prensar la uva. Todas son de propiedad particular.

- Viviendas: el edificio tipo está construido con adobe (ladrillo de barro y paja cocido al sol en moldes) y de tapial (muro realizado con tierra y cascajo húmedo apelmazado a base de golpe, de gran solidez y resistencia. Los muros que se construyen son de gran anchura 1,5m. La cubrición a dos aguas, utilizando la teja árabe (curvas). Todas las casas destacan por tener corral y dependencia alrededor de éste, con diferentes funciones: cuadra, pajar, paneras (donde se guarda el grano...). La mayoría de las fachadas han sido reformadas quedando recubiertas de ladrillo o de cemento.

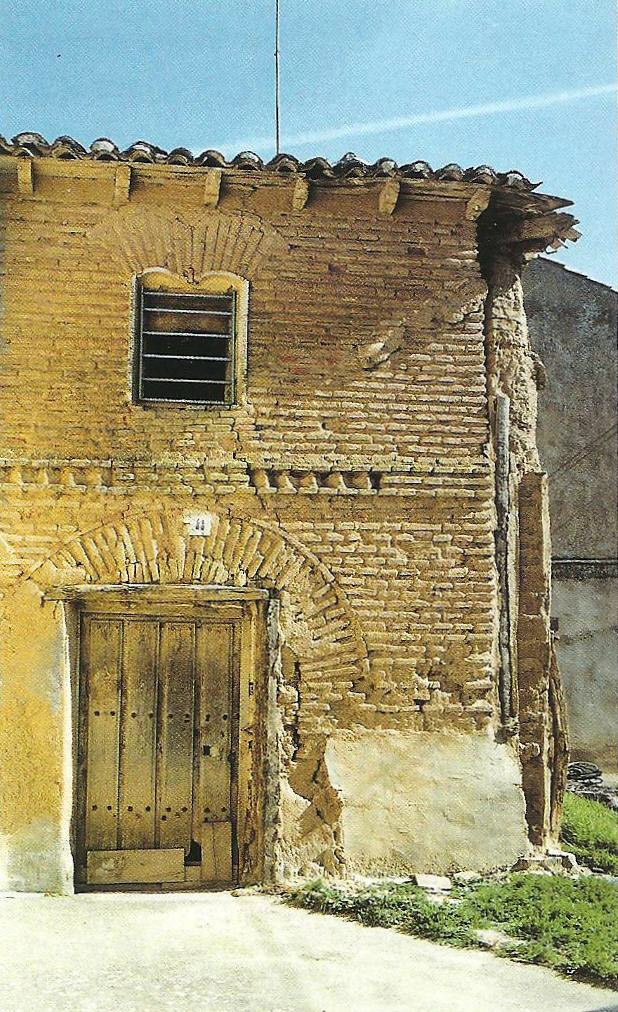
Fachada de la casa de Alonso Berruguete

- Palomares: también se conservan varios palomares en buen estado. Suelen ser de planta circular realizados en tapial. Constan en su interior de una nave o dos naves de poca anchura (1 metro de anchura aproximadamente) de forma circular, donde en la pared se dejan pequeños espacios circulares denominados "boquillas" que es donde anidan las palomas. La separación entre ellas es de unos 50 cm. También se utilizan para poder subir por ellas y recorrer la nave o naves en busca de las crías de las palomas, denominados pichones. Los pichones nacen a comienzo de verano, cazándose el palomar durante esta temporada. Es un buen bocado, exquisito y sabroso si se cocina bien.

- Casa de Alonso Berruguete: hasta hace poco tiempo, en la zona norte del pueblo, se conservó su fachada, junto a la cabecera de la iglesia de San Salvador; lamentablemente resultó imposible su adecuada conservación. Morada del insigne artista del Renacimiento español, nacido hacia 1490 en Paredes de Nava, donde instala su casa y taller; no obstante, en 1557 se ve obligado a renunciar a este señorío, adquiriendo el de Ventosa de la Cuesta (Valladolid), en cuya iglesia habría de recibir sepultura, al pie de las gradas del altar mayor, como señor de la villa. La tradición popular atribuye a esta casa la calidad de vivienda y taller del escultor. Es pared simple de ladrillo macizo, lo que destacaba del resto de construcciones del pueblo, realizadas en adobe y tapial.

## Fiestas
- 15 de mayo: San Isidro Labrador.
- 24 y 25 de agosto: San Bartolomé. Destaca como tradición, realizar la noche del día 25 una gran hoguera en el Corro de la Villa, en la que por tradición se tiraban todos los objetos que no eran útiles ni necesarios en los hogares. Puede enlazar con el rito purificador del fuego.
- 8 de diciembre: Inmaculada Concepción.

## Enlaces de interés
- Ayuntamiento de Valle del Retortillo

- Datos: Q6162988
- Multimedia: Villatoquite / Q6162988